# Мшанецька сільська рада (Старосамбірський район)
Мшанецька сільська рада — орган місцевого самоврядування у Старосамбірському районі Львівської області. Адміністративний центр — село Мшанець. Припинила своє існування у зв'язку з реформою Децентралізації 2020 р.

## Загальні відомості
Мшанецька сільська рада утворена в 1939 році. Водоймища на території, підпорядкованій даній раді: річка Мшанка.

## Населені пункти
Сільській раді підпорядковані населені пункти:
- с. Мшанець
- с. Галівка
- с. Плоске

## Склад ради
Рада складається з 14 депутатів та голови.

### Керівний склад попередніх скликань
| ПІБ                       | Основні відомості                                                                              | Дата обрання | Дата звільнення |
| ------------------------- | ---------------------------------------------------------------------------------------------- | ------------ | --------------- |
| Кітель Леонід Олексійович | Сільський голова, 1964 року народження                                                         | 26.03.2006   | 31.10.2010      |
| Дилин Микола Григорович   | Сільський голова, 1968 року народження, освіта середня спеціальна, член Народного Руху України | 31.10.2010   |                 |

Примітка: таблиця складена за даними джерела